# Otis William Caldwell
Otis William Caldwell ( 1869 - 1947) fue un botánico estadounidense, nacido en Lebanon, Indiana. También fue entrenador de fútbol americano universitario.
Estudió en el Franklin (Ind.) College, y en la Universidad de Chicago.
Fue profesor de botánica en la Eastern Illinois State Normal School de 1899 a 1907, y en ese último año pasa a profesor asociado de botánica en la Universidad de Chicago.

## Obras
- A Laboratory Manual of Botany. 1901; edición revisada, 1902
- Plant Morphology. 1903; edición revisada, 1904
- The High School Course in Botany. 1909
- Practical Botany. 1911, con J.Y. Bergen